# سانحه قطار مشهد به یزد
سانحهٔ قطار مشهد به یزد صبح روز ۱۸ خرداد ۱۴۰۱ در نزدیکی ایستگاه مزینو در ۵۰ کیلومتری طبس رخ داد. علت این حادثه برخورد قطار با بیل مکانیکی بر سر راه و خطای انسانی رانندهٔ قطار بود. این قطار ۳۴۸ مسافر داشت. در این سانحه ۱۴ نفر کشته و ۸۶ نفر مصدوم شدند.

## شرح حادثه
به گفتهٔ مدیرعامل راه‌آهن عملیات بهسازی مسیر حرکت قطار در ساعت ۱۲ بامداد روز چهارشنبه ۱۸ خرداد، تا ساعت چهار و نیم صبح به دلیل طوفان شن انجام شد و بعد از انجام عملیات، پایان کار اعلام و مسدودی خط به پایان رسید. اما رانندهٔ بیل مکانیکی متعلق به پیمانکار این عملیات درحالی که ساعت کار به پایان رسیده، بخشی از بیل را روی خط می‌گذارد و در مسیر قطار قرار می‌دهد. قطار با بخشی از این بوم برخورد و شیشهٔ قطار شکسته می‌شود.

### رویدادنگار
چهارشنبه ۱۸ خرداد ۱۴۰۱
ساعت ۵:۳۰: خروج قطار طبس - یزد از ریل.
دو تیم از امدادگران جمعیت هلال احمر به محل حادثه اعزام شدند. همچنین هماهنگ شد تا سه بالگرد از بیرجند، مشهد و یزد و ۱۰ آمبولانس به محل اعزام شوند.
ساعت ۸:۳۰: به گفتهٔ سخنگوی اورژانس کشور تا این زمان ۱۰ نفر کشته و ۱۵ نفر مصدوم شده‌اند.
ساعت ۹:۱۵: وزیر بهداشت، رئیس اورژانس کشور را به محل حادثه اعزام و خواستار آمادگی مراکز درمانی بیمارستان‌های خراسان جنوبی و بسیج امکانات برای درمان مصدومان این حادثه شد.
ساعت ۹:۳۰: مصدومان به ۵۰ نفر رسیده و ۱۶ مصدوم بدحال هستند.
ساعت ۱۱:۰۷: افزایش جان‌باختگان به ۱۷ نفر
ساعت ۱۱:۲۰: ذبیح‌الله خداییان، رئیس سازمان بازرسی کل کشور به بازرس کل استان خراسان جنوبی مأموریت داد تا ابعاد مختلف حادثه را مورد بررسی قرار دهد.
ساعت ۱۱:۲۲: وحیدی وزیر کشور و استاندار خراسان جنوبی به محل اعزام شدند.
ساعت ۱۱:۲۵: دبیرکل جمعیت هلال احمر و رئیس سازمان امداد و نجات جهت مدیریت امدادرسانی عازم منطقه شدند.
ساعت ۱۱:۲۰: لیست اسامی مصدومان از سوی اورژانس اعلام شد.
ساعت ۱۱:۵۰: رئیسی در جلسه هیئت دولت این حادثه تسلیت و دستوراتی برای رسیدگی به مجروحان صادر کرد.
ساعت ۱۲:۰۰: رستم قاسمی وزیر راه وارد محل حادثه شد.
ساعت ۱۲:۲۱: شمار مصدومان به ۴۵ نفر افزایش یافت.
ساعت ۱۳:۵۲: تعداد کشته‌ها به ۲۱ نفر رسید.
ساعت ۱۴:۳۰: به گفتهٔ سخنگوی اورژانس، مصدومان به ۸۶ نفر رسیدند.
ساعت ۱۶:۱۵: عملیات هلال احمر در حادثه به پایان رسید.

## علت سانحه
به گفتهٔ معاون وزیر راه و شهرسازی علت اصلی این حادثه مانع بودن بخشی از بیل مکانیکی بر سر راه قطار و سرعت غیرمجاز قطار در هنگام عبور از این بلوک است. از لوکوموتیوران قطار و بیل مکانیکی دوبار تست هوشیاری گرفته شده که تست هوشیاری راننده بیل مکانیکی هر دوبار مثبت شده. همچنین رانندهٔ بیل مکانیکی برای مشخص شدن علت قرارگیری مانع بر سر راه بازداشت شد.

## جان‌باختگان
در ابتدا تعداد جان‌باختگان این حادثه ۲۲ نفر اعلام شده بود اما مدتی بعد مشخص شد که به علت متلاشی شدن اجساد، در ۲۲ کاور شمرده شده بودند. پزشکی قانونی با توجه به اعلام آمار مفقودی از سوی خانواده‌ها، تعداد قطعی فوتی‌ها را ۱۴ نفر اعلام کرد.
از ۱۴ فوتی این حادثه ۲ نفر اهل طبس و ۱۲ نفر اهل یزد بودند.

## پیامدها و واکنش‌ها
- رئیسی در پیامی فوت جان‌باختگان این حادثه را تسلیت گفت.[۹]
- روز پنجشنبه ۱۹ خرداد ۱۴۰۱ در یزد عزای عمومی اعلام شد.[۱۰]
- وزارت امور خارجه جمهوری آذربایجان با انتشار پیامی در توییتر این حادثه را تسلیت گفت.[۱۱]
- نماینده ولی‌فقیه در استان و امام جمعه یزد و استاندار یزد در پیام مشترکی این حادثه را تسلیت گفتند.[۱۲]
- قالیباف، محمدصالح جوکار نمایندهٔ یزد، محمدرضا عارف نیز در پیامی این حادثه را تسلیت و خواستار رسیدگی به آن شدند.[۱۳][۱۴][۱۵]
- سفارت روسیه در پیامی این حادثه را تسلیت گفته: «سفارت روسیه در ایران مراتب تسلیت خود را به بستگان و نزدیکان قربانیان حادثه خروج قطار از ریل در نزدیکی شهر طبس ابراز می‌دارد. برای آسیب دیدگان این حادثه آرزوی بهبودی می‌کنیم.»[۱۶]
- سفیر چین در توییتی فارسی نوشت: «اینجانب درگذشت جانباختگان در حادثه قطار طبس را تسلیت عرض می‌نمایم و با خانواده محترمشان صمیمانه همدردی می‌نمایم. آرزوی سلامتی و بهبود مجروحین را دارم.»[۱۷]
- رستم قاسمی، وزیر راه و شهرسازی وقت، ساعت ۱۱:۴۸ روز ۱۸ خرداد ۱۴۰۱ در پیامی این حادثه را تسلیت و دستور به تشکیل ستاد ویژه برای بررسی علت حادثه داد:خبر حادثه قطار محور طبس به یزد و فوت هموطنان عزیز باعث تاسف و تأثر شد. اینجانب ضمن عرض تسلیت به خانواده‌های عزیز درگذشتگان تا ساعاتی دیگر به اتفاق مدیرعامل راه‌آهن و سایر مدیران در محل حادثه حضور خواهیم یافت تا ضمن پیگیری وضعیت مجروحان و همچنین متوفیان، خدمات لازم به مردم عزیز همزمان در همان مکان انجام پذیرد.[۱۸]

## یادداشت
1. ↑  جهت مشاهده اسامی به مصدومان حادثه قطار طبس - یزد مراجعه کنید.
2. ↑  جهت مشاهدهٔ اسامی جان‌باختگانی که تا کنون اعلام شده به اینجا مراجعه کنید.